# Kleingurmels

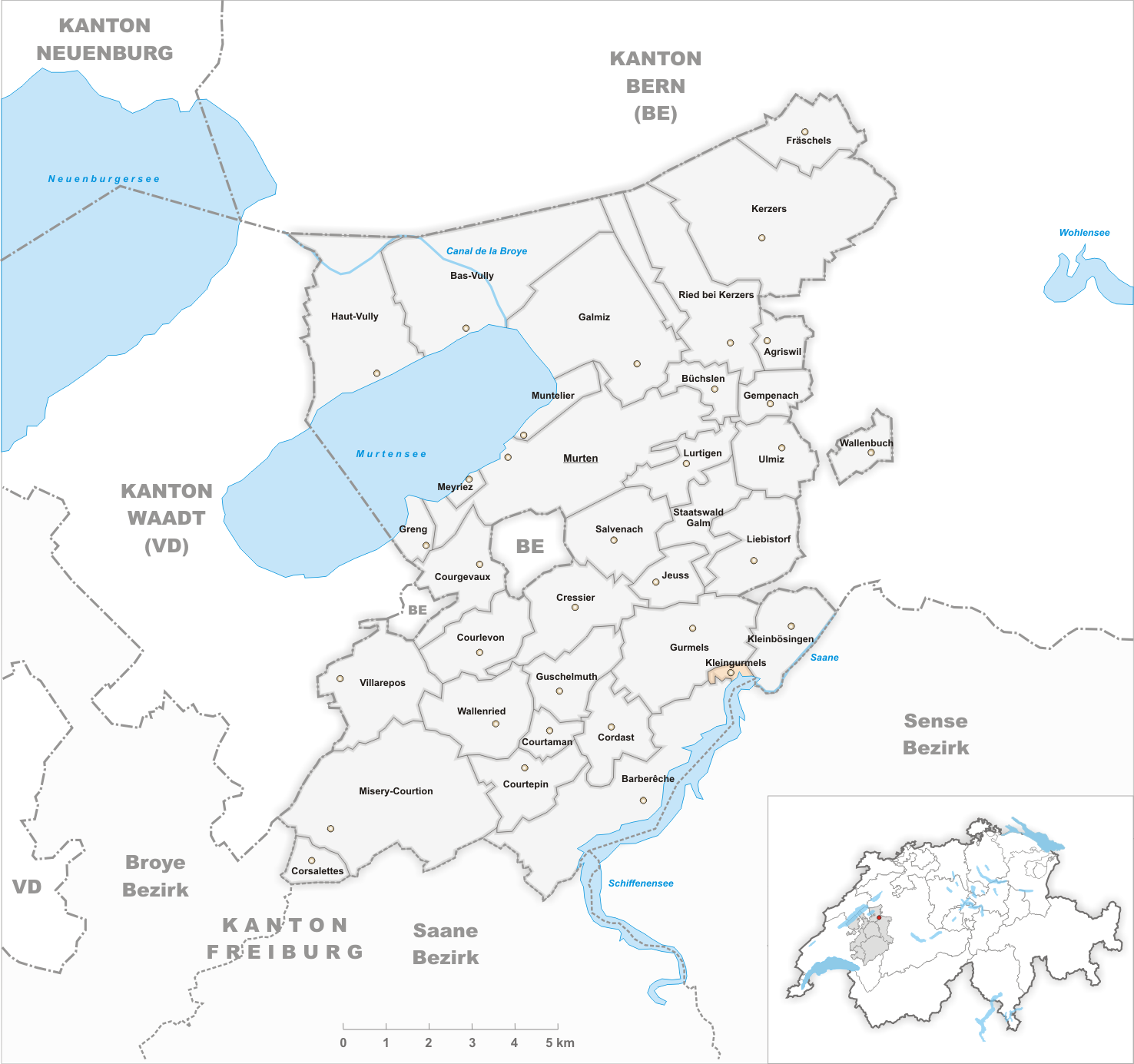
Gemeindestand vor der Fusion am 1. Januar 2000

Kleingurmels ist eine Ortschaft und früher selbständige politische Gemeinde im Seebezirk (französisch: District du Lac) des Kantons Freiburg in der Schweiz. Der französische Name des Dorfes lautet Cormondes-le-Petit. Am 1. Januar 2000 wurde Kleingurmels nach Gurmels eingemeindet. Mit einer Fläche von 24,542 ha (Landfläche) war Kleingurmels vor der Fusion die flächenkleinste Gemeinde des Kantons.

## Geographie
Kleingurmels liegt auf 558 m ü. M., 1,5 km südöstlich von Gurmels und 7,5 km südöstlich des Bezirkshauptortes Murten (Luftlinie). Das Bauerndorf erstreckt sich am sanft geneigten Südhang des Grossholzes, über dem Nordufer des Schiffenensees, im nördlichen Freiburger Mittelland. Die ehemalige Gemeindefläche betrug nur gerade 0,3 km², weshalb Kleingurmels vor der Fusion flächenmässig die kleinste Gemeinde des Kantons Freiburg war. Das Gebiet erstreckte sich vom Schiffenensee nordwärts über das Plateau von Kleingurmels bis an den Waldrand des Grossholzes (570 m ü. M.).

## Bevölkerung
Mit 130 Einwohnern (2000) zählte Kleingurmels vor der Fusion zu den kleinen Gemeinden des Kantons Freiburg. Im Jahr 1850 hatte die Gemeinde 119 Einwohner, 1900 91 Einwohner. Nach einem Rückgang bis 1970 (75 Einwohner) wurde seither wieder ein deutliches Bevölkerungswachstum verzeichnet.
Einwohnerzahlen: Volkszählungsdaten

## Wirtschaft
Kleingurmels war bis Mitte des 20. Jahrhunderts ein vorwiegend durch die Landwirtschaft geprägtes Dorf. Noch heute haben der Ackerbau, der Obstbau und die Viehzucht einen wichtigen Stellenwert in der Erwerbsstruktur der Bevölkerung. Weitere Arbeitsplätze sind im lokalen Kleingewerbe und im Dienstleistungssektor vorhanden, unter anderem in einer Schreinerei. In den letzten Jahrzehnten hat sich das Dorf zu einer Wohngemeinde entwickelt. Viele Erwerbstätige sind deshalb Wegpendler, die hauptsächlich in den Regionen Freiburg und Murten arbeiten.

## Verkehr
Das Dorf ist verkehrsmässig recht gut erschlossen. Es liegt an der Verbindungsstrasse von Murten nach Düdingen. Der nächste Anschluss an die Autobahn A12 (Bern-Vevey) befindet sich rund 6 km vom Ortskern entfernt. Durch die Postautokurse, die von Kerzers bzw. Murten nach Düdingen verkehren, ist Kleingurmels an das Netz des öffentlichen Verkehrs angebunden.

## Geschichte
Kleingurmels war bis nach 1800 ein Ortsteil von Gurmels und teilte dessen Schicksal. Erst 1855 erscheint das Dorf in den Gemeinderegistern, hatte aber zusammen mit Gurmels eine gemeinsame Gemeindeverwaltung. Nach einer Abstimmung in der Gemeindeversammlung löste sich Kleingurmels 1982 vollständig von Gurmels. Im Rahmen der seit 2000 vom Kanton Freiburg geförderten Gemeindefusionen entschied sich die Dorfbevölkerung wieder für ein Zusammengehen mit der grossen Nachbargemeinde. Mit Wirkung auf den 1. Januar 2000 wurde Kleingurmels deshalb nach Gurmels eingemeindet.